# Argyroeides ophion
Argyroeides ophion är en fjärilsart som beskrevs av Walker 1854. Argyroeides ophion ingår i släktet Argyroeides och familjen björnspinnare. Inga underarter finns listade i Catalogue of Life.